# Округ Дент (Мисури)
Дент (енгл. Dent County) је округ у америчкој савезној држави Мисури.

## Демографија
По попису из 2010. године број становника је 15.657, што је 730 (4,9%) становника више него 2000. године.
| Група             | 2000.          | 2010.          |
| Белци             | 14.420 (96,6%) | 15.021 (95,9%) |
| Афроамериканци    | 59 (0,4%)      | 55 (0,4%)      |
| Азијати           | 32 (0,2%)      | 41 (0,3%)      |
| Хиспаноамериканци | 112 (0,8%)     | 148 (0,9%)     |
| Укупно            | 14.927         | 15.657         |